# 阿西娅·祖海尔
阿西娅·祖海尔（阿拉伯语：‎；1991年4月30日—），摩洛哥女子职业足球运动员，司职守门员，目前效力于穆罕默迪耶青年体育俱乐部和摩洛哥国家女子足球队。她曾代表摩洛哥参加2022年非洲女子世界杯和2023年国际足联女子世界杯等多场国际赛事。